# Polyscias letestui
Polyscias letestui là một loài thực vật có hoa trong Họ Cuồng cuồng. Loài này được C.Norman miêu tả khoa học đầu tiên năm 1937.